# (144898) 2004 VD17
2004 في دي 17 (ويعرف أيضًا باسم (144898) 2004 في دي 17 وفق تسمية الكوكب الصغير) (بالإنجليزية: 2004 VD17)‏ هو كويكب ضمن حزام الكويكبات؛ وترتيبه 144898 من حيث الاكتشاف.
اكتُشف هذا الجُرم الفلكي بواسطة بحث لنكولن عن الكويكبات القريبة من الأرض في 7 نوفمبر 2004.

## وصلات خارجية
- (144898) 2004 VD17 في قاعدة بيانات مختبر الدفع النفاث لأجرام النظام الشمسي الصغيرة

- الاكتشاف · مخطط المدار ·  العناصر المدارية · المعلمات المادية

- (144898) 2004 VD17 على موقع ويكي سكاي: DSS2, SDSS, GALEX, IRAS, Hydrogen α, X-Ray, Astrophoto, Sky Map, Articles and images